# 貝爾維尤 (堪薩斯州)
貝爾維尤（英語：Belvue）是一個位於美國堪薩斯州波特瓦特米縣的城市。

## 地方資料
根據2020年美國人口普查的數據，貝爾維尤的面積為0.32平方千米，當中陸地面積為0.32平方千米，而水域面積為0.00平方千米。當地共有人口177人，而人口密度為每平方千米553.13人。